# Amphimallon nigripenne
Amphimallon nigripenne är en skalbaggsart som beskrevs av Edmund Reitter 1902. Amphimallon nigripenne ingår i släktet Amphimallon och familjen Melolonthidae. Inga underarter finns listade i Catalogue of Life.